# Battaglia di Wattignies
La battaglia di Wattignies, combattuta nel corso delle guerre rivoluzionarie francesi nel villaggio di Wattignies-la-Victoire, vicino a Lilla, Francia, dal 15 al 16 ottobre 1793. Essa vide la vittoria dell'Armata del Nord francese comandata dal generale Jourdan e da Lazare Carnot contro gli austriaci comandati dal principe di Coburgo. Questa sconfitta costrinse il principe a lasciare l'assedio di Maubeuge ritirandosi verso est, ma non lasciò le altre parti del territorio francese.

## Svolgimento
L'esercito alleato, guidato dal comandante austriaco, principe di Coburgo, stava assediando Maubeuge e l'esercito rivoluzionario si preparava a liberarla passando per Avesnes. Coburgo dispose una forza di copertura di 21 000 uomini lungo la strada Avesnes-Maubeuge: 5 000 sul loro fianco destro a Sambre, 9 000 al centro di un bosco ad anfiteatro e il resto sulla sinistra, principalmente sulla pianura di Wattignies.
La lunga linea del bosco consentì al comandante rivoluzionario Jourdan di rimanere nascosto: 14 000 uomini attaccarono a destra, 16 000 furono inviati davanti a Wattignies e 13 000 erano disposti al centro, pronti ad attaccare. Nello stesso tempo la guarnigione di Maubeuge, che era forte quanto gli assedianti, uscì allo scoperto. Rispetto alla guarnigione di Maubeuge, Jourdan aveva una superiorità di due a uno. Ma i francesi erano ancora sotto l'influenza della vittoria di Hondschoote. Gli alleati lasciarono che l'attacco progredisse e quando i repubblicani giunsero sopra i pendii meno ripidi, le cariche dell'esercito austriaco schiacciarono le loro masse e la cavalleria austriaca, colpendole ai fianchi, le ricacciò indietro. L'attacco al centro, ordinato dal rappresentante in missione Carnot, nella convinzione che le altre truppe fossero sistemate ai fianchi, risultò prematuro. Appena l'ala sinistra avanzò lungo i pendii ripidi, arrivata sulla cresta della collina, trovò un pendio dolce alla fine del quale c'era la più forte armata del Coburgo. Ancora una volta le cariche disciplinate e la cavalleria spazzarono le truppe repubblicane.
L'ala destra francese arrivò, ma non poté reggere la pressione alleata. Questi rovesci erano, agli occhi di Carnot e Jourdan, delle mere disavventure. Jourdan decise pertanto di rinnovare l'attacco sulla sinistra, ma Carnot considerò che l'altopiano di Wattignies era la chiave della posizione e la sua opinione prevalse.
Durante la notte venne sostituita quella parte delle forze che era stata considerata la causa del fallimento. Il principe di Coburgo, da parte sua, fortificò le sue ali e venne a conoscenza che Jourdan aveva rinforzato le sue forze fino a 100 000 uomini, ma lui richiamò solo pochi battaglioni freschi e mise in linea solamente 23 000 uomini. In realtà Jourdan non aveva ricevuto rinforzi e gli effetti del primo fallimento neutralizzarono praticamente la superiorità numerica.
Ma dopo una lunga lotta un manipolo di uomini coraggiosi tenuti insieme da Carnot e Jourdan per conquistare l'altopiano riuscì ad aver ragione dell'esercito austriaco dopo aver perso 3 000 uomini, mentre le perdite nemiche furono di 2 500.